# مجسمه زن آزاد
مجسمه زن آزاد (به ترکی آذربایجانی: Azad qadın heykəli) در نزدیکی ایستگاه مترو «نظامی» در مرکز شهر باکو، پایتخت جمهوری آذربایجان قرار دارد.
این مجسمه یکی از آثار «فؤاد عبدالرحمنف»، مجسمه ساز سرشناس آذربایجانی می‌باشد، که در سال ۱۹۶۰ در تقاطع خیابان‌های «جعفر جبارلی» و «قربانف» (خیابان زیوربیگ احمدبیگف فعلی) نصب گردیده‌است. وی این مجسمه را با الهام از شخصیت «سویل» داستان «سویل» جعفر جبارلی ساخته‌است. اندیشه کشف حجاب نه تنها رهایی زن آذربایجانی از موانعی مربوط به عرف و عام فرسوده را منعکس می‌کند، بلکه ایجاد فرصتی برای آن‌ها در جهت نقش آفرینی در جامعهٔ خود و کسب حق برای تحصیل گرفتن و کار کردن را نیز جلوه می‌دهد.

## دربارهٔ بروز ایده مؤلف برای ساخت مجسمه
«فؤاد عبد الرحمنف»، مؤلف این اثر راجع به ساخت مجسمه گفته بود: موضوع نجات زنان آذربایجانی از آداب و رسوم مزخرف و فرسوده مدت مدیدی ست که، توجه مرا به خود جلب می‌کند. وقتی که به کار ساخت مجسمه شروع کردم، بنابه دلایلی عقابی را تصور کردم، که در تار عنکبوت گیر کرده‌است.
او بعد از مبارزه طولانی مدت، منتها قادر به پاره کردن بندهای تار می‌شود. سپس همین عقاب پر زده و به سوی آسمانی آفتابی پرواز می‌کند.

## مبارزه زنان آذربایجانی برای کسب حقوق خود
روزگاری، روسری یکی از اجزاء لباس‌های زنانه در شهرهای آذربایجان بود. مقابله با روسری در باکو در سال ۱۹۰۸ از سوی بورژوازی لیبرال آغاز شد؛ ولی از آنجایی که این اولین مقابله و اعتراضات با سرکوب شدید روحانیون مواجه شد، بورژوازی لیبرال وادار به عقب‌نشینی شد.
آنها به توافقی رسیدند که، به موجب آن، بورژوازی لیبرال باید از مقابله با حجاب و روسری دست می‌کشید و به ازای آن روحانیون نیز زنان لیبرال‌ها را اذیت نخواهند کرد، حتی در صورتی که آن‌ها لباس اروپایی نیز پوشیده باشند.
پس از آنکه آذربایجان به تسخیر شوروی درآمد، نقش زنان در جامعه نیز دگرگونی بافت. دیگر زنان آذربایجانی در امور اجتماعی شروع به کار نمودند که، این نیز اثری بر تغییراتی سبک لباس آن‌ها گذاشت. تبلیغات برای کشف حجاب که، با اعتراضات شدید روبرو شد، در سال‌های ۱۹۲۰ از سر گرفته شد. خانواده‌های دخترانی که، روسری نمی‌پوشیدند، آن‌ها را از خانه بیرون می‌انداختند. آن روزگار «سارا خلیل‌اوا» یکی از اعضای «کومسومول» به دلیل عدم پوشیدن روسری از سوی پدر خود کشته شد.
مجسمه زن آزاد نشان دهنده مشکلاتی می‌باشد، که زنان آذربایجانی هنگام مبارزه برای کسب حقوق خود مواجه شده بودند. مجسمه زن، شخصیت آزادی را نشان می‌دهد، که روی شالوده ای در حال کشف حجاب خود، یعنی «نماد نابرابری اجتماعی زنان شرقی» است.

## ساخت مجسمه
فؤاد عبدالرحمنف در بدو کار، در سال ۱۹۵۱، با استفاده از سنگ گچ مجسمه‌ای به نام «زن آذربایجانی» ساخت. این اثر هنری آنگاه در حین یک نمایشگاه در موزه هنر در معرض نمایش قرار گرفت. هنرمندان حرفه‌ای که، در نمایشگاه از این اثر دیدن کردند، تصمیم بر آن گرفتند که، این مجسمه باید به مناسبت ۴۰-امین سالگرد جماهیر سوسیالیستی شوروی در جایگاهی در مرکز شهر باکو نصب شود. بعد از این تصمیم، مؤلف اثر، فؤاد عبد الرحمنف تصمیم بر آن شد که، به خلق مجسمه بزرگ‌تری بپردازد که، آزادی زن آذربایجانی را به‌تفصیل به نمایش بگذارد. همان مجسمه در سال ۱۹۵۹، در شهر «لنین گراد» شوروی با بهره‌مندی از برنز ریخته‌گری و کمی بعد به آذربایجان منتقل شد.